# Acanthocarpus brevispinis
Acanthocarpus brevispinis is een krabbensoort uit de familie van de Calappidae. De wetenschappelijke naam van de soort is voor het eerst geldig gepubliceerd in 1946 door Monod.